# Р. Верман
Ратан Верман Шетти (англ. Ratna Verman Shetty; 1947, Мангалор — 30 июля 2019, Мумбаи), более известный как Р. Верман — индийский художник-постановщик
, работавший в индустрии кино на хинди. Двукратный лауреат кинопремии Filmfare. Отец кинорежиссёра Абхишека Вармана.

## Биография
Ратан Верман Шетти родился в Мангалуре (ныне штат Карнатака). Окончил Sir JJ School of Art в Мумбаи, после чего основал собственную рекламно-дизайнерскую компанию «Takshila». Первое время его основными клиентом была киностудия Navketan Films Дева Ананда, выпустившая фильмы «Святой» (1965) и «Похититель ценностей» (1967).
Будучи рекламным дизайнером, Верман заинтересовался художественным направлением и несколько лет работал помощником Судхенду Роя. В 1975 году он стал независимым художником-постановщиком и с тех пор работал над более чем 350 фильмами, среди которых Betaab (1982), Boxer (1984), «Жажда мести» (1988), Thanedaar (1990), Khiladi (1992), «Игра со смертью», (1993) «Каран и Арджун» (1995), «Хочу жениться на дочери миллионера», Yeh Raaste Hain Pyaar Ke (2001), «Скажи, что любишь» (2001), «Расплата за все» (2002), «Противостояние» (2004), 36 China Town (2006) и Phir Hera Pheri (2006).
Верман дважды получил награду Filmfare за свою работу в фильмах «Добрые друзья» (1991) и Angaar (1992). Последней из его работ на экраны вышел фильм Yaar Meri Zindagi (2008) с Амитабхом Баччаном и Шатругханом Синха в главных ролях, съёмки которого начались ещё в 1971 году.
Верман скончался от остановки сердца 30 июля 2019 года около 12:30 в пригородной больнице Мумбаи в возрасте 72 лет.